# Rot-Weiß Lüdenscheid
Maillots
Le RW Lüdenscheid est un club allemand de football localisé à Lüdenscheid en Rhénanie-du-Nord-Westphalie.

## Histoire
Les origines du club remontent à la fondation le 17 octobre 1908 du Lüdenscheider Fußball-Klub 08.
Après la Première Guerre mondiale, de nombreux clubs des environs de Lüdenscheid cherchèrent à se relancer par le biais de fusions. À la fin de l’année 1918, le Lüdenscheider FK 08 fusionna avec le FC Preußen 09 et avec le SV Luedenscheider 1910 pour former le VfB Lüdenscheid 08.
En 1919, une autre fusion eut lieu dans les environs entre le BV Lüdenscheid et le FC Fortuna 1910 qui créa le RSV Höh 1910. Un an plus tard, ce cercle et le VfB Lüdenscheid 08 s’unirent brièvement avec le Lüdenscheid Turn-Verein 1861. Mais le RSV quitta rapidement cette association et le VfB en fit de même en 1924 et prit alors le nom de Sportfreunde 08 Lüdenscheid. 
Aucun des cercles ci-dessus ne se mirent en évidence avant la Seconde Guerre mondiale. En 1945, les clubs furent dissous par les Alliés, comme tous les clubs et associations allemands (voir Directive n°23). Chacun de leur côté, les anciens clubs furent reconstitués rapidement.
En vue de la saison 1952-1953, les ligues de la région Westphalie furent réorganisées. Sous l’Oberliga West et la 2. Oberliga West, le 3e niveau appelé Landesliga passa de 1 à 5 groupes (nommés géographiquement Nord, Est, Ouest, Sud et Centre). Un tour final entre les cinq vainqueurs de groupe désignait le champion. 49 neuf équipes furent promues auxquelles s’ajoutèrent 6 relégués de 2. Oberliga West. Parmi les montants, il y eut le Sportfreunde 08 Lüdenscheid et le RSV Lüdenscheid-Höh qu'furent versés dans le Groupe Süd.
En 1953, le RSV Höh se classa 6e alors que le Sportfreunde 08 termina 11e. Quatre saisons plus tard, le 3e niveau prit le nom de Verbandsliga Westfalen et fut ramené à deux séries (Nordost et Südwest). Höh 1910, classé 5e resta au niveau 3 mais le Sportfreunde, 14e sur 15 descendit au niveau 4, la Landesliga.
Le RSV Höh joua deux saisons en Verbandsliga Westfalen, Groupe Südwest puis en fut relégué en 1958.
Il fallut attendre 1966 pour voir Lüdenscheid Höh remonter au niveau 3. Il presta trois championnats puis redescendit une saison et remonta en 1970.
À la fin de la saison 1970-1971, le RSV Höh 1910 fusionna avec le Sportfreunde 08 Lüdenscheid pour former l’actuel Rot-Weiß Lüdenscheid. L’équipe première du club fusionné conserva la place au niveau 3. 
Deux ans après la fusion, le R-W Lüdenscheid remporta le Groupe Südwest de la Verbandsliga Westfalen. Le club fut promu en Regionalliga West, même s’il perdit (2-1), la finale contre le VfB Bielefeld, champion du Groupe Nordost
En 1973-1974, le club termina 10e au niveau 2. Cela ne fut pas suffisant pour être retenu dans la nouvelle 2. Bundesliga qui se créait en vue de la saison suivante. Le RWL retourna en Verbandsliga Westfalen
Dans le Groupe Südwest, le cercle y fut vice-champion en 1976 puis en conquit le titre en 1977. Il remporta la finale et le titre de Westphalie en battant le SV Arminia Gütersloh en finale (victoire 6-2 et défaite 2-0). Ce succès qualifia le club pour le tour final pour la montée au 2e niveau. Vainqueur de son groupe devant le SV Siegburg 04, l’Union Salzgitter et le FC Holstein Kiel, le Rot-Weiß Lüdenscheid monta en Zweite Bundesliga, Groupe Nord.
Après une saison en milieu de classement, le R-W Lüdenscheid lutta pour son maintien durant toute la saison 1978-1979. Terminant 19e sur 20, le club fut sauvé par le renoncement du SC Westfalia 05 Herne et par le fait que le FC St-Pauli ne reçut pas la licence adéquate pour rester au niveau 2. Deux ans plus tard, il n’y eut plus de miracle, le Rot-Weiss finit à la 20e place sur 22 et fut relégué. Au même moment, la 2. Bundesliga était ramenée à une seule série.
Pour la saison 1981-1982, le club prit part à l’Oberliga Westfalen, une des six ligues du niveau 3, instaurées en 1978. Lüdenscheid y fut vice-champion en 1983 mais après une 7e saison à ce niveau, il fut relégué en Verbandsliga Westfalen (niveau 4).
Echouant à deux points du VfL Bochum II, le RWL ne remonta pas directement et dut attendre 1990, où il conquit le titre de la Verbandsliga Wesftalen Groupe Südwest, le club remonta en Oberliga.
Deux ans plus tard, classé avant-dernier, le cercle ne dut son maintien qu’à la descente volontaire de l’ASC Schöppingen. En 1993, la relégation fut inévitable.
Un championnat plus tard, en 1994, le Rot-Weiß Lüdenscheid put rester au niveau 4 en bénéficiant de l’instauration des Regionalligen au 3e niveau. Il club fit partie de huit équipes de Verbandsliga Westfalen qui purent rejoindre l’Oberliga Westfalen (devenue donc une ligue de Niveau 4).
Au terme de la saison 1996-1997, le cercle redescendit au niveau 5.
Par la suite, le Rot-Weiß Lüdenscheid ne parvint plus à remonter en Oberliga. Le cercle glissa même en Landesliga. En 2008, cette ligue se retrouva au niveau 7 à la suite de la création de la 3. Liga, en tant que Division 3.
Lors de la saison 2008-2009, les festivités du Centenaire du Rot-Weiß Lüdenscheid furent plombées par une relégation en Bezirksliga, soit le 8e niveau de la hiérarchie de la DFB.

## Joueurs emblématiques
| - Marcus Barufe - Hubert Clute-Simon - Markus Dworrak - Ralf Dreier - Rupert Gerl - Uwe Helmes - Ralf Homringhausen - Jörg Horn | - Rainer Joachimsmeier - Elmar Jürgens - Josef „Jupp“ Koitka - Jürgen Krauß - Günter Kuczinski - Frank Kunkel - Ranko Petkovic - Olaf Reuber | - Paul Scheermann - Jürgen Schütz - Dirk van der Ven - Josef Votava - Bobby Wischnewski - Reinhold Wosab |